# اس‌ام یوبی-۱۰۲
اس‌ام یوبی-۱۰۲ (به انگلیسی: SM UB-102) یک زیردریایی بود که طول آن ۵۵٫۵۲ متر (۱۸۲٫۲ فوت) بود. این زیردریایی در سال ۱۹۱۸ ساخته شد.